# Campionati europei di canottaggio 1893
I Campionati europei di canottaggio 1893 si disputarono sul Lago d'Orta (Italia) e furono la I edizione dei Campionati europei di canottaggio.

## Programma
Le gare si svolsero nella giornata del 10 settembre 1893.
10 settembre, ore 16
- Coppa d'Italia (Otto, 3000 m)
- Coppa del Belgio (Skiff, 2000 m)
- Coppa della Francia (Quattro con, 3000 m)

Dopo un reclamo dello scafo italiano per la gara del singolo, la prova venne ripetuta la mattina successiva e lo scafo italiano venne distanziato di varie lunghezze.

## Podi
| Gara        | Oro | Oro    | Argento | Argento | Bronzo | Bronzo |
| ----------- | --- | ------ | --- | ------- | --- | ------ |
| Singolo     | Belgio Edouard Lescrauwaet | 7'35"  | Italia Vittorio Leone | 7'35"5  | – |        |
| Quattro con | Svizzera Ben Longchamp Alfred Band Georges Vuillet Eugene Band Henri Sauer (tim.)                                                        | 11'25" | Italia Giulio Rebuschini Giacomo Leva Felice Terruzzi Angelo Brambillasca Ivo Bassano (tim.)                                                         | 11'30"  | Belgio Auguste Lescrauwaet Edouard Lescrauwaet Charles Lescrauwaet Adrien De Giey J. Coppens (tim.)                                                   | 12'30" |
| Otto        | Francia Laurent Filiolau P. Panchaud Pétrus Gatier Gaston Clipet Auguste Trarieux J. Delpierre Charles Gadebled François Lebrault (tim.) | 10'14" | Italia Luigi Rossi Giuseppe Gribaudi Pietro Lange Augusto Lange Antonio Pagliano Ferruccio Somaglia Ercole Aimone Attilio Chiantore P. Guasco (tim.) | 10'19"  | Belgio Louis Choisy Paul De Gottal Octave Schepens Léonce Roëls Raymond Roëls Isidore Devriendt Achille Ardenois Victor De Bischopp J. Coppens (tim.) | 10'21" |

## Medagliere
| Pos.   | Nazione  |   |   |   | Totale |
| ------ | -------- | - | - | - | ------ |
| 1      | Belgio   | 1 | 0 | 2 | 3      |
| 2      | Svizzera | 1 | 0 | 0 | 1      |
| 2      | Francia  | 1 | 0 | 0 | 1      |
| 4      | Italia   | 0 | 3 | 0 | 3      |
| Totale | Totale   | 3 | 3 | 2 | 8      |